# مونشتردورف
مونشتردورف (به آلمانی: Münsterdorf) یک شهر در آلمان است که در اشتاینبورگ واقع شده‌است. مونشتردورف ۱٬۹۲۰ نفر جمعیت دارد.